# Liège-Bastogne-Liège 2020
Liège-Bastogne-Liège 2020 var den 106. udgave af cykelløbet Liège-Bastogne-Liège. Det var oprindeligt planlagt til at være afholdt 26. april, men det blev udskudt grundet coronaviruspandemien til 4. oktober. Løbet var en del af UCI's World Tour-kalender i 2020.
Primož Roglič slog en jublende Julian Alaphilippe på målstregen. Alaphilippe blev senere deklasseret til femtepladsen efter en ureglementeret spurt.

## Resultater
| \| Samlede stilling \| Samlede stilling \| Samlede stilling \| Samlede stilling \| Samlede stilling \| \| Rytter \| Rytter \| Hold \| Tid \| \| \| ---------------- \| -------------------- \| --------------------- \| ---------------- \| ---------------- \| \| 1. \| Primož Roglič \| Jumbo-Visma \| 6t 32' 02" \| \| \| 2. \| Marc Hirschi \| Team Sunweb \| + 0" \| \| \| 3. \| Tadej Pogačar \| UAE Team Emirates \| + 0" \| \| \| 4. \| Matej Mohorič \| Bahrain McLaren \| + 0" \| \| \| 5. \| Julian Alaphilippe \| Deceuninck-Quick Step \| + 0" \| \| \| 6. \| Mathieu van der Poel \| Alpecin-Fenix \| + 14" \| \| \| 7. \| Michael Woods \| EF Pro Cycling \| + 14" \| \| \| 8. \| Tiesj Benoot \| Team Sunweb \| + 14" \| \| \| 9. \| Warren Barguil \| Arkéa-Samsic \| + 14" \| \| \| 10. \| Michał Kwiatkowski \| Ineos Grenadiers \| + 14" \| \| |                      |                       |            |
| |                      |                       |            |
| Kilde: ProCyclingStats |                      |                       |            |
| Samlede stilling |                      |                       |            |
| Rytter | Rytter               | Hold                  | Tid        |
| 1. | Primož Roglič        | Jumbo-Visma           | 6t 32' 02" |
| 2. | Marc Hirschi         | Team Sunweb           | + 0"       |
| 3. | Tadej Pogačar        | UAE Team Emirates     | + 0"       |
| 4. | Matej Mohorič        | Bahrain McLaren       | + 0"       |
| 5. | Julian Alaphilippe   | Deceuninck-Quick Step | + 0"       |
| 6. | Mathieu van der Poel | Alpecin-Fenix         | + 14"      |
| 7. | Michael Woods        | EF Pro Cycling        | + 14"      |
| 8. | Tiesj Benoot         | Team Sunweb           | + 14"      |
| 9. | Warren Barguil       | Arkéa-Samsic          | + 14"      |
| 10. | Michał Kwiatkowski   | Ineos Grenadiers      | + 14"      |

## Hold og ryttere
| UCI WorldTeams (19)- AG2R La Mondiale - Astana - Bahrain McLaren - Bora-Hansgrohe - CCC Team - Cofidis - Deceuninck-Quick Step - EF Pro Cycling - Groupama-FDJ - Israel Start-Up Nation - Lotto Soudal - Mitchelton-Scott - Movistar Team - NTT Pro Cycling - Ineos Grenadiers - Jumbo-Visma - Team Sunweb - Trek-Segafredo - UAE Team Emirates UCI ProTeams (6)- Alpecin-Fenix - Bingoal-Wallonie Bruxelles - Circus-Wanty Gobert - Sport Vlaanderen-Baloise - Arkéa-Samsic - Total Direct Énergie |
| |

### Danske ryttere
- Michael Valgren kørte for NTT Pro Cycling
- Alexander Kamp kørte for Trek-Segafredo
- Mads Pedersen kørte for Trek-Segafredo
- Jonas Vingegaard kørte for Team Jumbo-Visma
- Christopher Juul-Jensen kørte for Mitchelton-Scott

### Startliste
| Deceuninck-Quick Step DQT | Deceuninck-Quick Step DQT           | Deceuninck-Quick Step DQT |
| ------------------------- | ----------------------------------- | ------------------------- |
| Nr.                       | Rytter                              | Placering                 |
| 1                         | Julian Alaphilippe (FRA) (landevej) | 5.                        |
| 2                         | Andrea Bagioli (ITA)                | DNF                       |
| 3                         | Rémi Cavagna (FRA)                  | 110.                      |
| 4                         | Tim Declercq (BEL)                  | DNF                       |
| 5                         | Dries Devenyns (BEL)                | 74.                       |
| 6                         | Bob Jungels (LUX)                   | 94.                       |
| 7                         | Mauri Vansevenant (BEL)             | 91.                       |

| Astana AST | Astana AST                         | Astana AST |
| ---------- | ---------------------------------- | ---------- |
| Nr.        | Rytter                             | Placering  |
| 11         | Omar Fraile (ESP)                  | 19.        |
| 12         | Laurens De Vreese (BEL)            | DNF        |
| 13         | Hugo Houle (CAN)                   | 47.        |
| 14         | Gorka Izagirre (ESP)               | 17.        |
| 15         | Merhawi Kudus (ERI)                | 59.        |
| 16         | Davide Martinelli (ITA)            | DNF        |
| 17         | Luis León Sánchez (ESP) (landevej) | 41.        |

| Bora-Hansgrohe BOH | Bora-Hansgrohe BOH           | Bora-Hansgrohe BOH |
| ------------------ | ---------------------------- | ------------------ |
| Nr.                | Rytter                       | Placering          |
| 21                 | Maximilian Schachmann (GER)  | DNF                |
| 22                 | Oscar Gatto (ITA)            | DNF                |
| 23                 | Lennard Kämna (GER)          | 21.                |
| 24                 | Martin Laas (EST)            | DNF                |
| 25                 | Jay McCarthy (AUS)           | DNF                |
| 26                 | Juraj Sagan (SVK) (landevej) | DNF                |
| 27                 | Ide Schelling (NED)          | 52.                |

| Mitchelton-Scott MTS | Mitchelton-Scott MTS          | Mitchelton-Scott MTS |
| -------------------- | ----------------------------- | -------------------- |
| Nr.                  | Rytter                        | Placering            |
| 31                   | Adam Yates (GBR)              | DNF                  |
| 32                   | Michael Albasini (SUI)        | 76.                  |
| 33                   | Tsgabu Grmay (ETH)            | 120.                 |
| 34                   | Daryl Impey (RSA)             | 77.                  |
| 35                   | Christopher Juul-Jensen (DEN) | 78.                  |
| 36                   | Barnabás Peák (HUN)           | 98.                  |
| 37                   | Nick Schultz (AUS)            | 22.                  |

| EF Pro Cycling EF1 | EF Pro Cycling EF1          | EF Pro Cycling EF1 |
| ------------------ | --------------------------- | ------------------ |
| Nr.                | Rytter                      | Placering          |
| 41                 | Michael Woods (CAN)         | 7.                 |
| 42                 | Alberto Bettiol (ITA)       | DNF                |
| 43                 | Alex Howes (USA) (landevej) | DNF                |
| 44                 | Jens Keukeleire (BEL)       | DNF                |
| 45                 | Daniel Martínez (COL)       | 20.                |
| 46                 | Neilson Powless (USA)       | 92.                |
| 47                 | Rigoberto Urán (COL)        | 15.                |

| Groupama-FDJ GFC | Groupama-FDJ GFC         | Groupama-FDJ GFC |
| ---------------- | ------------------------ | ---------------- |
| Nr.              | Rytter                   | Placering        |
| 51               | Valentin Madouas (FRA)   | 25.              |
| 52               | Bruno Armirail (FRA)     | 58.              |
| 53               | William Bonnet (FRA)     | DNF              |
| 54               | Matthieu Ladagnous (FRA) | 99.              |
| 55               | Rudy Molard (FRA)        | 13.              |
| 56               | Anthony Roux (FRA)       | 62.              |
| 57               | Romain Seigle (FRA)      | 104.             |

| Movistar Team MOV | Movistar Team MOV      | Movistar Team MOV |
| ----------------- | ---------------------- | ----------------- |
| Nr.               | Rytter                 | Placering         |
| 61                | Carlos Verona (ESP)    | 29.               |
| 62                | Juan Diego Alba (COL)  | 96.               |
| 63                | Jorge Arcas (ESP)      | 95.               |
| 64                | Iñigo Elosegui (ESP)   | 97.               |
| 65                | Imanol Erviti (ESP)    | 72.               |
| 66                | Matteo Jorgenson (USA) | 45.               |
| 67                | Eduard Prades (ESP)    | 44.               |

| Arkéa-Samsic ARK | Arkéa-Samsic ARK        | Arkéa-Samsic ARK |
| ---------------- | ----------------------- | ---------------- |
| Nr.              | Rytter                  | Placering        |
| 71               | Warren Barguil (FRA)    | 9.               |
| 72               | Winner Anacona (COL)    | 81.              |
| 73               | Franck Bonnamour (FRA)  | 85.              |
| 74               | Benjamin Declercq (BEL) | DNF              |
| 75               | Łukasz Owsian (POL)     | 75.              |
| 76               | Laurent Pichon (FRA)    | DNF              |
| 77               | Connor Swift (GBR)      | 79.              |

| Bahrain McLaren TBM | Bahrain McLaren TBM     | Bahrain McLaren TBM |
| ------------------- | ----------------------- | ------------------- |
| Nr.                 | Rytter                  | Placering           |
| 81                  | Mikel Landa (ESP)       | DNF                 |
| 82                  | Santiago Buitrago (COL) | DNF                 |
| 83                  | Damiano Caruso (ITA)    | DNF                 |
| 84                  | Kevin Inkelaar (NED)    | 90.                 |
| 85                  | Matej Mohorič (SLO)     | 4.                  |
| 86                  | Wout Poels (NED)        | 87.                 |
| 87                  | Dylan Teuns (BEL)       | 27.                 |

| Lotto-Soudal LTS | Lotto-Soudal LTS         | Lotto-Soudal LTS |
| ---------------- | ------------------------ | ---------------- |
| Nr.              | Rytter                   | Placering        |
| 91               | Tim Wellens (BEL)        | 33.              |
| 92               | Stan Dewulf (BEL)        | 88.              |
| 93               | Frederik Frison (BEL)    | 115.             |
| 94               | Kobe Goossens (BEL)      | DNF              |
| 95               | Rémy Mertz (BEL)         | 93.              |
| 96               | Tosh Van der Sande (BEL) | 105.             |
| 97               | Brent Van Moer (BEL)     | 124.             |

| Jumbo-Visma TJV | Jumbo-Visma TJV                | Jumbo-Visma TJV |
| --------------- | ------------------------------ | --------------- |
| Nr.             | Rytter                         | Placering       |
| 101             | Primož Roglič (SLO) (landevej) | 1.              |
| 102             | Laurens De Plus (BEL)          | DNF             |
| 103             | Tom Dumoulin (NED)             | 12.             |
| 104             | Lennard Hofstede (NED)         | 50.             |
| 105             | Tom Leezer (NED)               | DNF             |
| 106             | Paul Martens (GER)             | DNF             |
| 107             | Jonas Vingegaard (DEN)         | 84.             |

| UAE Team Emirates UAD | UAE Team Emirates UAD       | UAE Team Emirates UAD |
| --------------------- | --------------------------- | --------------------- |
| Nr.                   | Rytter                      | Placering             |
| 111                   | Tadej Pogačar (SLO)         | 3.                    |
| 112                   | Andrés Camilo Ardila (COL)  | DNF                   |
| 113                   | Rui Costa (POR) (landevej)  | 40.                   |
| 114                   | Sergio Henao (COL)          | 42.                   |
| 115                   | Cristian Camilo Muñoz (COL) | 103.                  |
| 116                   | Jan Polanc (SLO)            | DNF                   |
| 117                   | Edward Ravasi (ITA)         | 69.                   |

| Circus-Wanty Gobert CWG | Circus-Wanty Gobert CWG  | Circus-Wanty Gobert CWG |
| ----------------------- | ------------------------ | ----------------------- |
| Nr.                     | Rytter                   | Placering               |
| 121                     | Jan Bakelants (BEL)      | 46.                     |
| 122                     | Thomas Degand (BEL)      | DNF                     |
| 123                     | Fabien Doubey (FRA)      | DNF                     |
| 124                     | Maurits Lammertink (NED) | 65.                     |
| 125                     | Simone Petilli (ITA)     | 61.                     |
| 126                     | Kevin Van Melsen (BEL)   | DNF                     |
| 127                     | Loïc Vliegen (BEL)       | 24.                     |

| AG2R La Mondiale ALM | AG2R La Mondiale ALM      | AG2R La Mondiale ALM |
| -------------------- | ------------------------- | -------------------- |
| Nr.                  | Rytter                    | Placering            |
| 131                  | Benoît Cosnefroy (FRA)    | 18.                  |
| 132                  | Clément Champoussin (FRA) | 113.                 |
| 133                  | Mikaël Cherel (FRA)       | 108.                 |
| 134                  | Mathias Frank (SUI)       | DNF                  |
| 135                  | Dorian Godon (FRA)        | 56.                  |
| 136                  | Quentin Jauregui (FRA)    | 48.                  |
| 137                  | Alexis Vuillermoz (FRA)   | DNF                  |

| Cofidis COF | Cofidis COF               | Cofidis COF |
| ----------- | ------------------------- | ----------- |
| Nr.         | Rytter                    | Placering   |
| 141         | Guillaume Martin (FRA)    | 14.         |
| 142         | Fernando Barceló (ESP)    | 109.        |
| 143         | Jesús Herrada (ESP)       | 26.         |
| 144         | José Herrada (ESP)        | 86.         |
| 145         | Victor Lafay (FRA)        | 112.        |
| 146         | Luis Ángel Maté (ESP)     | DNF         |
| 147         | Pierre-Luc Périchon (FRA) | 125.        |

| Trek-Segafredo TFS | Trek-Segafredo TFS     | Trek-Segafredo TFS |
| ------------------ | ---------------------- | ------------------ |
| Nr.                | Rytter                 | Placering          |
| 151                | Richie Porte (AUS)     | 16.                |
| 152                | Alexander Kamp (DEN)   | 63.                |
| 153                | Alex Kirsch (LUX)      | DNF                |
| 154                | Juan Pedro López (ESP) | 114.               |
| 155                | Mads Pedersen (DEN)    | DNF                |
| 156                | Michel Ries (LUX)      | 119.               |
| 157                | Toms Skujiņš (LAT)     | 35.                |

| Team Sunweb SUN | Team Sunweb SUN       | Team Sunweb SUN |
| --------------- | --------------------- | --------------- |
| Nr.             | Rytter                | Placering       |
| 161             | Marc Hirschi (SUI)    | 2.              |
| 162             | Thymen Arensman (NED) | DNF             |
| 163             | Tiesj Benoot (BEL)    | 8.              |
| 164             | Mark Donovan (GBR)    | 80.             |
| 165             | Robert Power (AUS)    | 43.             |
| 166             | Michael Storer (AUS)  | 83.             |
| 167             | Ilan Van Wilder (BEL) | 51.             |

| Ineos Grenadiers IGD | Ineos Grenadiers IGD     | Ineos Grenadiers IGD |
| -------------------- | ------------------------ | -------------------- |
| Nr.                  | Rytter                   | Placering            |
| 171                  | Michał Kwiatkowski (POL) | 10.                  |
| 172                  | Chris Froome (GBR)       | DNF                  |
| 173                  | Michał Gołaś (POL)       | 106.                 |
| 174                  | Ethan Hayter (GBR)       | 70.                  |
| 175                  | Sebastián Henao (COL)    | 71.                  |
| 176                  | Iván Sosa (COL)          | 82.                  |
| 177                  | Cameron Wurf (AUS)       | DNF                  |

| Alpecin-Fenix AFC | Alpecin-Fenix AFC                     | Alpecin-Fenix AFC |
| ----------------- | ------------------------------------- | ----------------- |
| Nr.               | Rytter                                | Placering         |
| 181               | Mathieu van der Poel (NED) (landevej) | 6.                |
| 182               | Kristian Sbaragli (ITA)               | 34.               |
| 183               | Scott Thwaites (GBR)                  | 118.              |
| 184               | Ben Tulett (GBR)                      | 53.               |
| 185               | Petr Vakoč (CZE)                      | 39.               |
| 186               | Otto Vergaerde (BEL)                  | DNF               |
| 187               | Louis Vervaeke (BEL)                  | 36.               |

| CCC Team CCC | CCC Team CCC               | CCC Team CCC |
| ------------ | -------------------------- | ------------ |
| Nr.          | Rytter                     | Placering    |
| 191          | Greg Van Avermaet (BEL)    | DNF          |
| 192          | Will Barta (USA)           | 64.          |
| 193          | Alessandro De Marchi (ITA) | 31.          |
| 194          | Simon Geschke (GER)        | 30.          |
| 195          | Jan Hirt (CZE)             | 49.          |
| 196          | Michael Schär (SUI)        | 116.         |
| 197          | Georg Zimmermann (GER)     | 68.          |

| Bingoal-Wallonie Bruxelles WVA | Bingoal-Wallonie Bruxelles WVA | Bingoal-Wallonie Bruxelles WVA |
| ------------------------------ | ------------------------------ | ------------------------------ |
| Nr.                            | Rytter                         | Placering                      |
| 201                            | Jelle Vanendert (BEL)          | 23.                            |
| 202                            | Laurens Huys (BEL)             | 66.                            |
| 203                            | Eliot Lietaer (BEL)            | 60.                            |
| 204                            | Arjen Livyns (BEL)             | 73.                            |
| 205                            | Kenny Molly (BEL)              | 101.                           |
| 206                            | Mathijs Paasschens (NED)       | DNF                            |
| 207                            | Dimitri Peyskens (BEL)         | DNF                            |

| Israel Start-Up Nation ISN | Israel Start-Up Nation ISN | Israel Start-Up Nation ISN |
| -------------------------- | -------------------------- | -------------------------- |
| Nr.                        | Rytter                     | Placering                  |
| 211                        | Daniel Martin (IRL)        | 11.                        |
| 212                        | Omer Goldstein (ISR)       | DNF                        |
| 213                        | Reto Hollenstein (SUI)     | 100.                       |
| 214                        | Krists Neilands (LAT)      | 37.                        |
| 215                        | James Piccoli (CAN)        | 57.                        |
| 216                        | Patrick Schelling (SUI)    | 122.                       |
| 217                        | Rory Sutherland (AUS)      | DNF                        |

| Total Direct Énergie TDE | Total Direct Énergie TDE | Total Direct Énergie TDE |
| ------------------------ | ------------------------ | ------------------------ |
| Nr.                      | Rytter                   | Placering                |
| 221                      | Mathieu Burgaudeau (FRA) | 55.                      |
| 222                      | Valentin Ferron (FRA)    | 121.                     |
| 223                      | Marlon Gaillard (FRA)    | 102.                     |
| 224                      | Fabien Grellier (FRA)    | 89.                      |
| 225                      | Jonathan Hivert (FRA)    | 32.                      |
| 226                      | Paul Ourselin (FRA)      | 117.                     |
| 227                      | Julien Simon (FRA)       | 28.                      |

| NTT Pro Cycling NTT | NTT Pro Cycling NTT       | NTT Pro Cycling NTT |
| ------------------- | ------------------------- | ------------------- |
| Nr.                 | Rytter                    | Placering           |
| 231                 | Ben King (USA)            | DNF                 |
| 232                 | Carlos Barbero (ESP)      | 107.                |
| 233                 | Samuele Battistella (ITA) | 67.                 |
| 234                 | Enrico Gasparotto (SUI)   | 38.                 |
| 235                 | Michael Valgren (DEN)     | DNF                 |
| 236                 | Roman Kreuziger (CZE)     | DNF                 |
| 237                 | Gino Mäder (SUI)          | DNF                 |

| Sport Vlaanderen-Baloise SVB | Sport Vlaanderen-Baloise SVB | Sport Vlaanderen-Baloise SVB |
| ---------------------------- | ---------------------------- | ---------------------------- |
| Nr.                          | Rytter                       | Placering                    |
| 241                          | Thomas Sprengers (BEL)       | 111.                         |
| 242                          | Lindsay De Vylder (BEL)      | DNF                          |
| 243                          | Kevin Deltombe (BEL)         | DNF                          |
| 244                          | Robbe Ghys (BEL)             | DNF                          |
| 245                          | Julian Mertens (BEL)         | DNF                          |
| 246                          | Emiel Planckaert (BEL)       | 123.                         |
| 247                          | Aaron Van Poucke (BEL)       | 54.                          |

| Deceuninck-Quick Step DQT | Deceuninck-Quick Step DQT           | Deceuninck-Quick Step DQT |
| ------------------------- | ----------------------------------- | ------------------------- |
| Nr.                       | Rytter                              | Placering                 |
| 1                         | Julian Alaphilippe (FRA) (landevej) | 5.                        |
| 2                         | Andrea Bagioli (ITA)                | DNF                       |
| 3                         | Rémi Cavagna (FRA)                  | 110.                      |
| 4                         | Tim Declercq (BEL)                  | DNF                       |
| 5                         | Dries Devenyns (BEL)                | 74.                       |
| 6                         | Bob Jungels (LUX)                   | 94.                       |
| 7                         | Mauri Vansevenant (BEL)             | 91.                       |

| Astana AST | Astana AST                         | Astana AST |
| ---------- | ---------------------------------- | ---------- |
| Nr.        | Rytter                             | Placering  |
| 11         | Omar Fraile (ESP)                  | 19.        |
| 12         | Laurens De Vreese (BEL)            | DNF        |
| 13         | Hugo Houle (CAN)                   | 47.        |
| 14         | Gorka Izagirre (ESP)               | 17.        |
| 15         | Merhawi Kudus (ERI)                | 59.        |
| 16         | Davide Martinelli (ITA)            | DNF        |
| 17         | Luis León Sánchez (ESP) (landevej) | 41.        |

| Bora-Hansgrohe BOH | Bora-Hansgrohe BOH           | Bora-Hansgrohe BOH |
| ------------------ | ---------------------------- | ------------------ |
| Nr.                | Rytter                       | Placering          |
| 21                 | Maximilian Schachmann (GER)  | DNF                |
| 22                 | Oscar Gatto (ITA)            | DNF                |
| 23                 | Lennard Kämna (GER)          | 21.                |
| 24                 | Martin Laas (EST)            | DNF                |
| 25                 | Jay McCarthy (AUS)           | DNF                |
| 26                 | Juraj Sagan (SVK) (landevej) | DNF                |
| 27                 | Ide Schelling (NED)          | 52.                |

| Mitchelton-Scott MTS | Mitchelton-Scott MTS          | Mitchelton-Scott MTS |
| -------------------- | ----------------------------- | -------------------- |
| Nr.                  | Rytter                        | Placering            |
| 31                   | Adam Yates (GBR)              | DNF                  |
| 32                   | Michael Albasini (SUI)        | 76.                  |
| 33                   | Tsgabu Grmay (ETH)            | 120.                 |
| 34                   | Daryl Impey (RSA)             | 77.                  |
| 35                   | Christopher Juul-Jensen (DEN) | 78.                  |
| 36                   | Barnabás Peák (HUN)           | 98.                  |
| 37                   | Nick Schultz (AUS)            | 22.                  |

| EF Pro Cycling EF1 | EF Pro Cycling EF1          | EF Pro Cycling EF1 |
| ------------------ | --------------------------- | ------------------ |
| Nr.                | Rytter                      | Placering          |
| 41                 | Michael Woods (CAN)         | 7.                 |
| 42                 | Alberto Bettiol (ITA)       | DNF                |
| 43                 | Alex Howes (USA) (landevej) | DNF                |
| 44                 | Jens Keukeleire (BEL)       | DNF                |
| 45                 | Daniel Martínez (COL)       | 20.                |
| 46                 | Neilson Powless (USA)       | 92.                |
| 47                 | Rigoberto Urán (COL)        | 15.                |

| Groupama-FDJ GFC | Groupama-FDJ GFC         | Groupama-FDJ GFC |
| ---------------- | ------------------------ | ---------------- |
| Nr.              | Rytter                   | Placering        |
| 51               | Valentin Madouas (FRA)   | 25.              |
| 52               | Bruno Armirail (FRA)     | 58.              |
| 53               | William Bonnet (FRA)     | DNF              |
| 54               | Matthieu Ladagnous (FRA) | 99.              |
| 55               | Rudy Molard (FRA)        | 13.              |
| 56               | Anthony Roux (FRA)       | 62.              |
| 57               | Romain Seigle (FRA)      | 104.             |

| Movistar Team MOV | Movistar Team MOV      | Movistar Team MOV |
| ----------------- | ---------------------- | ----------------- |
| Nr.               | Rytter                 | Placering         |
| 61                | Carlos Verona (ESP)    | 29.               |
| 62                | Juan Diego Alba (COL)  | 96.               |
| 63                | Jorge Arcas (ESP)      | 95.               |
| 64                | Iñigo Elosegui (ESP)   | 97.               |
| 65                | Imanol Erviti (ESP)    | 72.               |
| 66                | Matteo Jorgenson (USA) | 45.               |
| 67                | Eduard Prades (ESP)    | 44.               |

| Arkéa-Samsic ARK | Arkéa-Samsic ARK        | Arkéa-Samsic ARK |
| ---------------- | ----------------------- | ---------------- |
| Nr.              | Rytter                  | Placering        |
| 71               | Warren Barguil (FRA)    | 9.               |
| 72               | Winner Anacona (COL)    | 81.              |
| 73               | Franck Bonnamour (FRA)  | 85.              |
| 74               | Benjamin Declercq (BEL) | DNF              |
| 75               | Łukasz Owsian (POL)     | 75.              |
| 76               | Laurent Pichon (FRA)    | DNF              |
| 77               | Connor Swift (GBR)      | 79.              |

| Bahrain McLaren TBM | Bahrain McLaren TBM     | Bahrain McLaren TBM |
| ------------------- | ----------------------- | ------------------- |
| Nr.                 | Rytter                  | Placering           |
| 81                  | Mikel Landa (ESP)       | DNF                 |
| 82                  | Santiago Buitrago (COL) | DNF                 |
| 83                  | Damiano Caruso (ITA)    | DNF                 |
| 84                  | Kevin Inkelaar (NED)    | 90.                 |
| 85                  | Matej Mohorič (SLO)     | 4.                  |
| 86                  | Wout Poels (NED)        | 87.                 |
| 87                  | Dylan Teuns (BEL)       | 27.                 |

| Lotto-Soudal LTS | Lotto-Soudal LTS         | Lotto-Soudal LTS |
| ---------------- | ------------------------ | ---------------- |
| Nr.              | Rytter                   | Placering        |
| 91               | Tim Wellens (BEL)        | 33.              |
| 92               | Stan Dewulf (BEL)        | 88.              |
| 93               | Frederik Frison (BEL)    | 115.             |
| 94               | Kobe Goossens (BEL)      | DNF              |
| 95               | Rémy Mertz (BEL)         | 93.              |
| 96               | Tosh Van der Sande (BEL) | 105.             |
| 97               | Brent Van Moer (BEL)     | 124.             |

| Jumbo-Visma TJV | Jumbo-Visma TJV                | Jumbo-Visma TJV |
| --------------- | ------------------------------ | --------------- |
| Nr.             | Rytter                         | Placering       |
| 101             | Primož Roglič (SLO) (landevej) | 1.              |
| 102             | Laurens De Plus (BEL)          | DNF             |
| 103             | Tom Dumoulin (NED)             | 12.             |
| 104             | Lennard Hofstede (NED)         | 50.             |
| 105             | Tom Leezer (NED)               | DNF             |
| 106             | Paul Martens (GER)             | DNF             |
| 107             | Jonas Vingegaard (DEN)         | 84.             |

| UAE Team Emirates UAD | UAE Team Emirates UAD       | UAE Team Emirates UAD |
| --------------------- | --------------------------- | --------------------- |
| Nr.                   | Rytter                      | Placering             |
| 111                   | Tadej Pogačar (SLO)         | 3.                    |
| 112                   | Andrés Camilo Ardila (COL)  | DNF                   |
| 113                   | Rui Costa (POR) (landevej)  | 40.                   |
| 114                   | Sergio Henao (COL)          | 42.                   |
| 115                   | Cristian Camilo Muñoz (COL) | 103.                  |
| 116                   | Jan Polanc (SLO)            | DNF                   |
| 117                   | Edward Ravasi (ITA)         | 69.                   |

| Circus-Wanty Gobert CWG | Circus-Wanty Gobert CWG  | Circus-Wanty Gobert CWG |
| ----------------------- | ------------------------ | ----------------------- |
| Nr.                     | Rytter                   | Placering               |
| 121                     | Jan Bakelants (BEL)      | 46.                     |
| 122                     | Thomas Degand (BEL)      | DNF                     |
| 123                     | Fabien Doubey (FRA)      | DNF                     |
| 124                     | Maurits Lammertink (NED) | 65.                     |
| 125                     | Simone Petilli (ITA)     | 61.                     |
| 126                     | Kevin Van Melsen (BEL)   | DNF                     |
| 127                     | Loïc Vliegen (BEL)       | 24.                     |

| AG2R La Mondiale ALM | AG2R La Mondiale ALM      | AG2R La Mondiale ALM |
| -------------------- | ------------------------- | -------------------- |
| Nr.                  | Rytter                    | Placering            |
| 131                  | Benoît Cosnefroy (FRA)    | 18.                  |
| 132                  | Clément Champoussin (FRA) | 113.                 |
| 133                  | Mikaël Cherel (FRA)       | 108.                 |
| 134                  | Mathias Frank (SUI)       | DNF                  |
| 135                  | Dorian Godon (FRA)        | 56.                  |
| 136                  | Quentin Jauregui (FRA)    | 48.                  |
| 137                  | Alexis Vuillermoz (FRA)   | DNF                  |

| Cofidis COF | Cofidis COF               | Cofidis COF |
| ----------- | ------------------------- | ----------- |
| Nr.         | Rytter                    | Placering   |
| 141         | Guillaume Martin (FRA)    | 14.         |
| 142         | Fernando Barceló (ESP)    | 109.        |
| 143         | Jesús Herrada (ESP)       | 26.         |
| 144         | José Herrada (ESP)        | 86.         |
| 145         | Victor Lafay (FRA)        | 112.        |
| 146         | Luis Ángel Maté (ESP)     | DNF         |
| 147         | Pierre-Luc Périchon (FRA) | 125.        |

| Trek-Segafredo TFS | Trek-Segafredo TFS     | Trek-Segafredo TFS |
| ------------------ | ---------------------- | ------------------ |
| Nr.                | Rytter                 | Placering          |
| 151                | Richie Porte (AUS)     | 16.                |
| 152                | Alexander Kamp (DEN)   | 63.                |
| 153                | Alex Kirsch (LUX)      | DNF                |
| 154                | Juan Pedro López (ESP) | 114.               |
| 155                | Mads Pedersen (DEN)    | DNF                |
| 156                | Michel Ries (LUX)      | 119.               |
| 157                | Toms Skujiņš (LAT)     | 35.                |

| Team Sunweb SUN | Team Sunweb SUN       | Team Sunweb SUN |
| --------------- | --------------------- | --------------- |
| Nr.             | Rytter                | Placering       |
| 161             | Marc Hirschi (SUI)    | 2.              |
| 162             | Thymen Arensman (NED) | DNF             |
| 163             | Tiesj Benoot (BEL)    | 8.              |
| 164             | Mark Donovan (GBR)    | 80.             |
| 165             | Robert Power (AUS)    | 43.             |
| 166             | Michael Storer (AUS)  | 83.             |
| 167             | Ilan Van Wilder (BEL) | 51.             |

| Ineos Grenadiers IGD | Ineos Grenadiers IGD     | Ineos Grenadiers IGD |
| -------------------- | ------------------------ | -------------------- |
| Nr.                  | Rytter                   | Placering            |
| 171                  | Michał Kwiatkowski (POL) | 10.                  |
| 172                  | Chris Froome (GBR)       | DNF                  |
| 173                  | Michał Gołaś (POL)       | 106.                 |
| 174                  | Ethan Hayter (GBR)       | 70.                  |
| 175                  | Sebastián Henao (COL)    | 71.                  |
| 176                  | Iván Sosa (COL)          | 82.                  |
| 177                  | Cameron Wurf (AUS)       | DNF                  |

| Alpecin-Fenix AFC | Alpecin-Fenix AFC                     | Alpecin-Fenix AFC |
| ----------------- | ------------------------------------- | ----------------- |
| Nr.               | Rytter                                | Placering         |
| 181               | Mathieu van der Poel (NED) (landevej) | 6.                |
| 182               | Kristian Sbaragli (ITA)               | 34.               |
| 183               | Scott Thwaites (GBR)                  | 118.              |
| 184               | Ben Tulett (GBR)                      | 53.               |
| 185               | Petr Vakoč (CZE)                      | 39.               |
| 186               | Otto Vergaerde (BEL)                  | DNF               |
| 187               | Louis Vervaeke (BEL)                  | 36.               |

| CCC Team CCC | CCC Team CCC               | CCC Team CCC |
| ------------ | -------------------------- | ------------ |
| Nr.          | Rytter                     | Placering    |
| 191          | Greg Van Avermaet (BEL)    | DNF          |
| 192          | Will Barta (USA)           | 64.          |
| 193          | Alessandro De Marchi (ITA) | 31.          |
| 194          | Simon Geschke (GER)        | 30.          |
| 195          | Jan Hirt (CZE)             | 49.          |
| 196          | Michael Schär (SUI)        | 116.         |
| 197          | Georg Zimmermann (GER)     | 68.          |

| Bingoal-Wallonie Bruxelles WVA | Bingoal-Wallonie Bruxelles WVA | Bingoal-Wallonie Bruxelles WVA |
| ------------------------------ | ------------------------------ | ------------------------------ |
| Nr.                            | Rytter                         | Placering                      |
| 201                            | Jelle Vanendert (BEL)          | 23.                            |
| 202                            | Laurens Huys (BEL)             | 66.                            |
| 203                            | Eliot Lietaer (BEL)            | 60.                            |
| 204                            | Arjen Livyns (BEL)             | 73.                            |
| 205                            | Kenny Molly (BEL)              | 101.                           |
| 206                            | Mathijs Paasschens (NED)       | DNF                            |
| 207                            | Dimitri Peyskens (BEL)         | DNF                            |

| Israel Start-Up Nation ISN | Israel Start-Up Nation ISN | Israel Start-Up Nation ISN |
| -------------------------- | -------------------------- | -------------------------- |
| Nr.                        | Rytter                     | Placering                  |
| 211                        | Daniel Martin (IRL)        | 11.                        |
| 212                        | Omer Goldstein (ISR)       | DNF                        |
| 213                        | Reto Hollenstein (SUI)     | 100.                       |
| 214                        | Krists Neilands (LAT)      | 37.                        |
| 215                        | James Piccoli (CAN)        | 57.                        |
| 216                        | Patrick Schelling (SUI)    | 122.                       |
| 217                        | Rory Sutherland (AUS)      | DNF                        |

| Total Direct Énergie TDE | Total Direct Énergie TDE | Total Direct Énergie TDE |
| ------------------------ | ------------------------ | ------------------------ |
| Nr.                      | Rytter                   | Placering                |
| 221                      | Mathieu Burgaudeau (FRA) | 55.                      |
| 222                      | Valentin Ferron (FRA)    | 121.                     |
| 223                      | Marlon Gaillard (FRA)    | 102.                     |
| 224                      | Fabien Grellier (FRA)    | 89.                      |
| 225                      | Jonathan Hivert (FRA)    | 32.                      |
| 226                      | Paul Ourselin (FRA)      | 117.                     |
| 227                      | Julien Simon (FRA)       | 28.                      |

| NTT Pro Cycling NTT | NTT Pro Cycling NTT       | NTT Pro Cycling NTT |
| ------------------- | ------------------------- | ------------------- |
| Nr.                 | Rytter                    | Placering           |
| 231                 | Ben King (USA)            | DNF                 |
| 232                 | Carlos Barbero (ESP)      | 107.                |
| 233                 | Samuele Battistella (ITA) | 67.                 |
| 234                 | Enrico Gasparotto (SUI)   | 38.                 |
| 235                 | Michael Valgren (DEN)     | DNF                 |
| 236                 | Roman Kreuziger (CZE)     | DNF                 |
| 237                 | Gino Mäder (SUI)          | DNF                 |

| Sport Vlaanderen-Baloise SVB | Sport Vlaanderen-Baloise SVB | Sport Vlaanderen-Baloise SVB |
| ---------------------------- | ---------------------------- | ---------------------------- |
| Nr.                          | Rytter                       | Placering                    |
| 241                          | Thomas Sprengers (BEL)       | 111.                         |
| 242                          | Lindsay De Vylder (BEL)      | DNF                          |
| 243                          | Kevin Deltombe (BEL)         | DNF                          |
| 244                          | Robbe Ghys (BEL)             | DNF                          |
| 245                          | Julian Mertens (BEL)         | DNF                          |
| 246                          | Emiel Planckaert (BEL)       | 123.                         |
| 247                          | Aaron Van Poucke (BEL)       | 54.                          |